# Andrea Cipressa
Andrea Cipressa est un fleurettiste italien né le 14 décembre 1963 à Venise.

## Carrière
Il remporte le fleuret lors des Championnats du monde juniors d'escrime de 1982.
Andrea Cipressa participe à l'épreuve de fleuret par équipe lors des Jeux olympiques d'été de 1984 à Los Angeles et remporte avec ses partenaires italiens Mauro Numa, Andrea Borella, Angelo Scuri et Stefano Cerioni la médaille d'or. Aux Championnats du monde d'escrime 1985, il obtient une médaille d'or en fleuret par équipe et une médaille d'argent en individuel. Le titre mondial par équipe est à nouveau remporté en 1986 et en 1990.